# Javier Lostalé
Javier Lostalé Alonso (Madrid, 16 de julio de 1942) es un poeta español perteneciente a la generación de los años setenta. 
Ha publicado ocho poemarios, cinco de ellos reunidos en La rosa inclinada. 1976-2001, publicado en 2002 por Calambur. También es autor del libro de reflexión literaria Quien lee, vive más (2013); y responsable de Antología del mar y la noche (1971), de Vicente Aleixandre, y de Edad presente. Poesía cordobesa para el siglo XXI (2003). Su primera aparición es en Espejo del amor y de la muerte (1971), antología prologada por Aleixandre. Fue Premio Francisco de Quevedo en 2003. En su último libro, Cielo, Diego Doncel contextualiza la realidad cronológica del poeta, "uno de los más intensos de su generación", que incluye a Luis Alberto de Cuenca y a Luis Antonio de Villena, y responsabiliza a la sociología literaria cierto olvido a que fue sometido por la crítica durante algún tiempo, sin que esto tenga "nada que ver con su calidad literaria".
Aunque estudió Derecho, dirigió sus preferencias hacia la comunicación. En la década de 1970 se incorporó como locutor en la plantilla de la emisora la Voz de Palencia. Unos años después trabajó en la madrileña Radio Centro. Durante los años de la Transición, creada Radiocadena Española, trabajó como redactor de informativos en la misma, pasando, años después a colaborar en Radio Nacional de España, emisora de la que ha llegado a formar parte de la plantilla. Ha presentado El Ojo Crítico y codirigido La estación azul. También ha colaborado en el espacio de radioteatro Historias de RNE. Por su labor en la promoción de la lectura recibió en 1995 el Premio Nacional al Fomento de la Lectura a través de los Medios de Comunicación.

## Libros de poesía
- Jimmy, Jimmy (Sala, 1976; Calambur, 2000)
- Figura en el Paseo Marítimo (Hiperión, 1981, Ars Poética, 2017)
- La rosa inclinada (Rialp, 1995)
- Hondo es el resplandor (Diputación de Málaga, 1998; Polibea, 2011)
- La estación azul (Calambur, 2004; Renacimiento, 2016).
- Tormenta transparente (Calambur, 2010)
- El pulso de las nubes (Pre-Textos, 2014)[4]
- Cielo (Vandalia, 2018)
- Ascensión (Pre-Textos, 2022)

## Ensayo
- Quien lee vive más (Polibea, 2013)
- Lector de poesía (Fundación Gerardo Diego, 2019)
- Lector cómplice (Athenaica, 2021)
- La morada infinita. Quien lee vive más, 2. (Polibea, 2024)

## Antologías de su obra
- La rosa inclinada (Calambur, 2002)
- Rosa y tormenta (Cálamo, 2011)
- Azul relente (Renacimiento, 2013)
- Tiempo en lunación (Ars Poetica, 2019)
- La luz de lo perdido (Chamán Ediciones, 2020)
- Revelación (Bartleby, 2025)